# Sevelen
Sevelen je obec ve švýcarském kantonu St. Gallen. Nachází se na jihovýchodě kantonu, nedaleko hranic s Lichtenštejnskem. Žije zde přibližně 5 100 obyvatel.

## Geografie
Sevelen se nachází v údolí Alpského Rýna západně od Vaduzu na hranici s Lichtenštejnskem. Politická obec Sevelen zahrnuje kromě stejnojmenné obce také vesnice Rans, Oberräfis, St. Ulrich, Välsli, Glaat na okraji Rýnské nížiny a jednotlivé zemědělské usedlosti Sevelerberg na východním svahu masivu Alvier.
Obec leží na východním svahu masivu Alvier. Nejvyššího bodu dosahuje na 2383 metrů vysokém vrchu Fulfirst, hraničním bodě s Walenstadtem. V údolí obec zasahuje až k Rýnu. Nejnižší bod obce (451 m n. m.) se nachází rovněž na Rýnu v údolí Fösera.
Sevelen sousedí na severu s obcemi Buchs a Grabs, na západě s Walenstadtem, na jihu s Wartau a na východě s lichtenštejnskými obcemi Vaduz a Triesen.

## Historie

Sevelen, letecký pohled z roku 1919

Na území obce byly nalezeny stopy horgenské kultury a výšinných sídlišť z doby bronzové na Sevelerbergu (Sonnenbühl, Geissberg, Dachsenboden) a také stopy po římské cestě mezi Oberschanem a Sevelenem. První zmínka o obci pochází z roku 1208 jako Seuellun. Hrad Herrenberg, postavený na Storchenbühlu jihovýchodně od kostela churským biskupem Heinrichem III. z Montfortu kolem roku 1255, byl v roce 1304 spolu s panstvím Sevelen zastaven hrabatům z Werdenbergu-Heiligenbergu; dochoval se kus zdi. Spolu s hrabstvím Werdenberg připadl Sevelen v roce 1517 městu Glarus, jehož fojtství a kolatury drželo až do roku 1798. V roce 1803 se Sevelen stal politickou obcí kantonu St. Gallen a do roku 1831 patřil k okresu Sargans, do roku 2002 k okresu Werdenberg.
Kostel stál v Rans pravděpodobně již v 9. století. V roce 1235 se v Sevelenu poprvé připomíná kněz-poručník; patronátní právo měl churský klášter svaté Lucie. V letech 1528/29 přijal Sevelen reformovanou víru. Gotický kostel byl s výjimkou chóru zničen při požáru obce v roce 1892.
Až do 19. století převažovalo chovatelství skotu a mléka, s doklady o chovu koní. Vedlejší činností bylo pěstování a zpracování konopí a lnu. V roce 1858 byl Sevelen napojen na železniční trať Rorschach-Chur a v letech 1870/71 na Vaduz přes dosud existující dřevěný most přes Rýn. Díky továrně Honegger & Hardegger (1874) a následně Lindsay, Thompson & Co. (1887) se začal rozvíjet vyšívací průmysl a mnoho lidí se věnovalo také domácímu vyšívání. V důsledku rychlého úpadku průmyslu výšivek po roce 1921 měl Sevelen v letech 1935 a 1936 nejvyšší míru nezaměstnanosti v kantonu. Ta klesla se vznikem nových průmyslových podniků, jako byla továrna na sukna v roce 1936. V roce 2005 představovalo druhé hospodářské odvětví asi 60 % pracovních míst v obci. Meliorace a scelování statků vedly od 50. let 20. století k přemístění několika zbývajících zemědělských podniků do Rýnské nížiny; na Sevelerbergu stále existuje chov skotu a mléčného skotu s pastvinami pro krávy.

## Obyvatelstvo

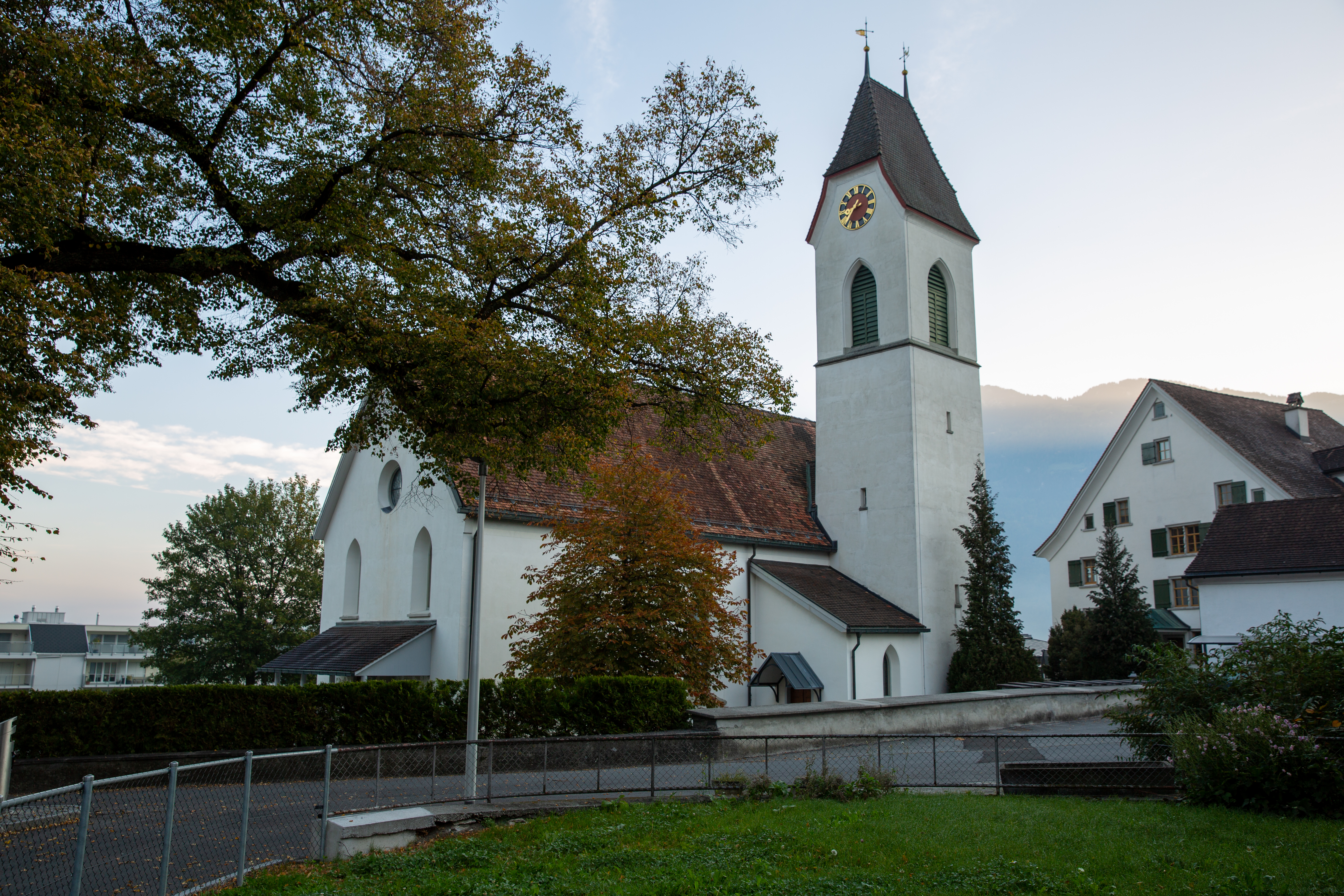
Reformovaný kostel v obci

| Rok            | 1831 | 1850 | 1900 | 1930 | 1950 | 1980 | 1990 | 2000 | 2010 | 2019 |
| Počet obyvatel | 1593 | 1585 | 1821 | 2052 | 2254 | 2839 | 3623 | 4253 | 4568 | 5112 |

## Hospodářství
Globálně působícími společnostmi v Sevelenu jsou Sarstedt AG a Schoeller Textil AG. Kromě těchto společností je v obci stále silně zastoupeno zemědělství, zejména pěstování trávy a chov skotu na maso i mléko.

## Doprava

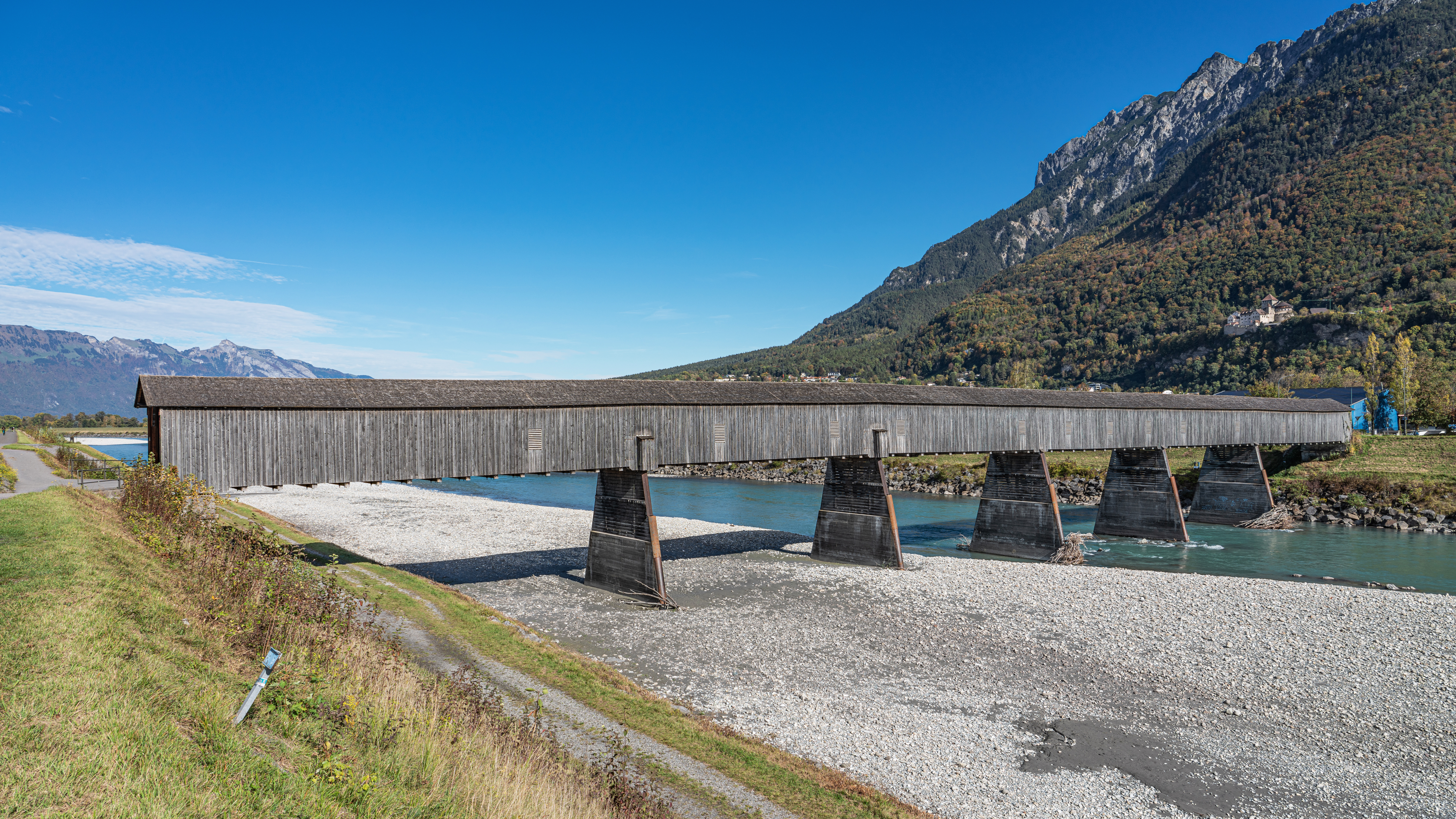
Historický most přes Rýn ze Sevelenu do Vaduzu

Sevelen leží na železniční trati St. Gallen – Sargans a v obou směrech zde zastavují regionální vlaky.
Podél obce vede dálnice A13, po které se lze dostat do Churu, Curychu a St. Gallenu.